# Datong (Daqing)

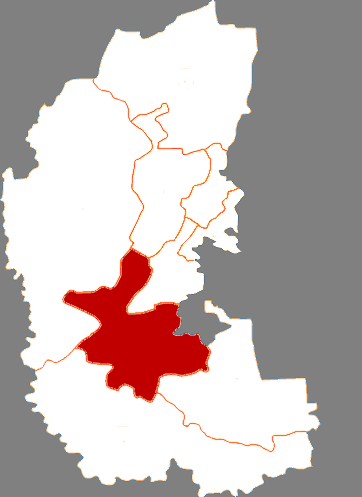
Die Lage des Stadtbezirks Datong in der Stadt Daqing

Der Stadtbezirk Datong (chinesisch 大同区, Pinyin Dàtóng Qū) ist ein Stadtbezirk in der chinesischen Provinz Heilongjiang. Er gehört zum Verwaltungsgebiet der bezirksfreien Stadt Daqing. Datong hat eine Fläche von 2.337 km² und zählt 180.266 Einwohner (Stand: Zensus 2020).